# Dan Lagerstedt
Dan Lagerstedt är en svensk gitarrist och sångare, mest känd från glamrockgruppen Easy Action, som var aktiv i mitten av 1980-talet, Pelle Almgren & Wow liksom och The Ghost of Desperate Dan, där han spelar i dag. 

## Biografi

### Easy Action
Dan Lagerstedt fick sitt genombrott då han gick med i Easy Action. Sångaren Zinny Zan/Bosse Belsen (eg. Bo Stagman) hade spelat i en första inkarnation av Easy Action år 1981, tillsammans med bland andra Pelle Almgren, utan större framgång. År 1982 spelade han tillsammans med Lagerstedt i ett projekt som kallades Zinny & Danny, eftersom det var Lagerstedt och Zinny som skrev låtarna. I Zinny & Danny ingick även Robin Gardner på gitarr, Daniel Poncin på trummor samt Stefan(Stisse) Lagerdahl på Bas. (Lagerstedt kallade sig då för Danny Wilde). Lagerstedt och Zinny träffade Peo Thyrén från Noice och Kee Marcello (senare gitarrist i Europe) på Ritz i Stockholm och blev övertalade att bilda en grupp tillsammans med dem. Zinny lånade namnet Easy Action från sitt tidigare band och Fredrik von Gerber rekryterades till trumpallen. 
Easy Action spelade under vintern -82-83 in debutskivan Easy Action. Bandet blev snart känt som Sveriges svar på Hanoi Rocks, även om musiken var en aning poppigare och grundade sig på brittisk glamrock snarare än punk och Rolling Stones. Lagerstedt hoppade ändå av år 1984, innan Easy Action skrev på kontrakt med Warner Music och turnerade i USA.

### Road Rats och Pelle Almgren & Wow liksom
Vissa påstår att Dan Lagerstedt fick sparken från Easy Action på grund av att han levde ut rocklivet för våldsamt, men enligt Zinny Zan ville han helt enkelt lira med sin gamla kompis Gyp Casino i gruppen Road Rats, där en plats blivit ledig efter att Conny Bloom hoppat av. Enligt Zinny blev han också trött på glam-imagen och ville syssla med "jeansrock". 
Road Rats slog aldrig igenom på allvar i Sverige, men på grund av trummisen Gyp Casinos förflutna i Hanoi Rocks, fick bandet snabbt en respektabel fanskara i Finland. Det turnerade också som uppvärmningsband för Hanoi Rocks på en Finlandsturné. Road Rats gav ut två singlar ("Satisfacton in Jeans / Pink Satin Cloud" och "Smoking in the Boysroom / Lips That Touch the Liquour") på ett finskt skivbolag, och spelade in tillräckligt många låtar för en fullängdsskiva. Skivan gavs ändå aldrig ut, eftersom Road Rats splittrades år 1985. 
I slutet av år 1986 turnerade Lagerstedt också med Pelle Almgren och Sami Yaffa i bandet Pelle Almgren, Sam Yaffa & Babysharks. Andra medlemmar var Conny Bloom och Yaffas bror Jone Takamäki. 1986-1989 Spelade Lagerstedt bas i den första upplagan av Bombi Bitt med Lars Kumlin på sång, Robert Sjöö, gitarr, Bo Larsson, Gitarr och Mandolin samt Magnus Fagernäs från Dead Scouts på trummor. Lagerstedt lämnade bandet innan debutalbumet skulle spelas in.
1989 fortsatte samarbetet med Casino, då gruppen Pelle Almgren & Wow liksom grundades. Speciellt med det här bandet var att både Anders Bentell och Gyp spelade trummor, så det blev dubbelt trumsound. Andra medlemmar var Jan Solberg och Kalix Herlöfsson. År 1991 släpptes skivan Allting är bra, med hiten Omåomigen, som blev en verklig sommarplåga. Förutom den framgången, lyckades bandet inte få luft under vingarna, och splittrades år 1992.

### 1990-talet med Andy McCoy
Lagerstedt och Gyp Casino fortsatte arbeta tillsammans också år 1994. Då återvände Casinos bandkollega från Hanoi Rocks, gitarristen Andy McCoy från USA, där han hade drivit bandet Shooting Gallery. McCoy ville turnera med sina Shooting Gallery-låtar i Finland, men behövde ett nytt band. Casino fick ersätta Paul Garisto på trummor, Lagerstedt tog över efter Dave Tregunna på basen och Esa Palosaari stod för sången i stället för Billy G. Bang. Turnén blev en totalflopp. McCoys alkohol- och pillermissbruk gjorde att han inte kunde spela ordentligt på konserterna. Dessutom klarade Palosaari inte av att sjunga sångerna som McCoy hade skrivit.
Trots fiaskot, stannade Casino och Lagerstedt för att spela på Andy McCoys soloskiva Building on Tradition, som blev en storframgång i Finland då den släpptes 1995, och uppmärksammades också utomlands. Efter skivsläppet fortsatte musikerna att turnera under namnet Andy McCoy & Live Ammo. Med fanns, förutom Lagerstedt, Casino och McCoy, också keyboardisten Christian André och sångerskan Angela Nicoletti (McCoys hustru och passande nog Johnny Thunders kusin). Nicoletti spelade också keyboards live. Dan Lagerstedt sjöng även på vissa av låtarna. Bandet pendlade mellan Stockholm och Helsingfors och gjorde två turnéer i Finland, men splittrades strax innan året 1996 slut.
Lagerstedt samarbetade med McCoy en sista gång år 1999, då han ingick i bandet som gjorde reklam för McCoys film The Real McCoy. 

### 2000-talet och solobandet
I mitten av 00-talet grundade Lagerstedt sitt eget band, The Ghost of Desperate Dan, för vilket han själv skriver låtarna, sjunger och spelar gitarr. De övriga medlemmarna har spelat i bland annat Waterbug och IQ55. Gruppen har turnerat både i Sverige och Finland och släppte år 2007 sin första skiva, Queenbee. Enligt Svenska Dagbladets recensent låter det som "några doser glammig rock, en del powerpopinfluenser och en hel del renodlat garagerockskrammel"
Skivan fick över lag positiva recensioner, utan för den skull väcka någon större uppmärksamhet. I övrigt har Lagerstedt sedan mitten av 1990-talet inte producerat mycket i musikväg. 
Easy Action har gjort en comeback, med Zinny Zan och Kee Marcello som de enda gamla medlemmarna kvar. Den första skivan med Lagerstedt på gitarr har också getts ut på nytt.
Senaste nytt om Dan Lagerstedt är att han kommer att spela bas i Andy McCoy's nya band "THE REAL McCOY BAND".
Övriga medlemmar i "THE REAL McCOY BAND" är, förutom Lagerstedt och förstås Andy McCoy (gitarr och sång), Chris Shiflett från Foo Fighters på gitarr och sång, Angela McCoy sång, percussions och keyboards samt den siste Hanoi Rocks-trummisen Jolle Atlagic på trummor.
Bandet är inbokat för en Finlandsturné i november 2009. Turnén går under namnet 'SAILING DOWN THE YEARS TOUR'.

## Lagerstedts band
- Zinny & Danny
- Easy Action
- Road Rats
- Pelle Almgren, Sami Yaffa & Babysharks
- Pelle Almgren & Wow liksom
- Shooting Gallery
- Live Ammo
- The Ghost of Desperate Dan

## Diskografi
Album
- Easy Action (Easy Action, 1983)
- Allting är bra (Pelle Almgren & Wow liksom, 1991)
- Building on Tradition (Andy McCoy, 1995)
- Queenbee (The Ghost of Desperate Dan, 2007)